# Tim Cahill
Timothy Filiga "Tim" Cahill (Sydney, 6 de dezembro de 1979) é um ex-futebolista australiano. Atuava como meio-campo sendo conhecido como um dos maiores jogadores da história do futebol australiano.

## Carreira

### Origens
Nascido em Sydney, possui ascendência samoana por parte de mãe e por parte de pai tem origens irlandesas; tendo inclusive antes de debutar pela Austrália, expressado desejo em atuar pela Irlanda na Copa do Mundo de 2002, o que não foi permitido pela FIFA, pois, de acordo com as regras vigentes até então, ele só poderia defender Samoa, pois já havia disputado um campeonato sub-17 quando tinha apenas 14 anos pela mesma (na época, ainda chamada Samoa Ocidental).
Em 2004, a FIFA alterou seus regulamentos, permitindo que jogadores que atuaram em seleções de base quando jovens pudessem atuar por outra seleção nacional adulta. Sendo assim, Cahill estreou pela Austrália contra a África do Sul em 2004.
Seu irmão mais novo, Chris Cahill, atua pela Seleção de Samoa. Também possui três primos que são jogadores neo-zelandezes de rugby: Ben Roberts, Joe Stanley e Jeremy Stanley.

### Millwall
Em 1997 Cahill viaja para a Inglaterra onde assina um contrato com o Millwall Football Club, estreando profissionalmente em 22 de maio de 1998.
Na temporada 2003-2004, liderou o Millwall na FA Cup onde pela primeira vez na história o clube chegou a esta final (posteriormente seriam derrotados pelo Manchester United ficando com o vice-campeonato).

### Everton

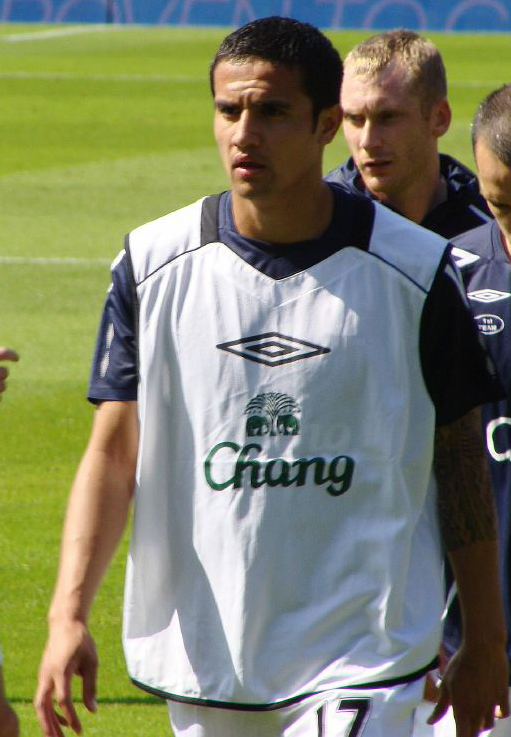
Tim Cahill no Everton em Abril de 2009

Antes do início da temporada 2004-2005 transfere-se para o Everton por  £1.5 milhão.
Alcançou rápido sucesso logo em sua primeira temporada, sendo o artilheiro do time e jogador preferido dos fans.
Em decorrência de suas boas performances seu contrato foi estendido e seu salário aumentado para a temporada 2005-2006.
Em outubro de 2006, Cahill foi relacionado entre os 50 nomes da Ballon d'Or, tendo sido o único futebolista da Oceania ou da ásia relacionado e o primeiro do Everton FC em 18 anos.
Pelo Everton, obteve outro vice-campeonato da FA Cup, na temporada 2008/09.
Devido à sua importância, em 18 de maio de 2010, assinou mais uma renovação de contrato, garantindo assim sua permanência no Everton FC por mais quatro anos.

### New York Red Bulls

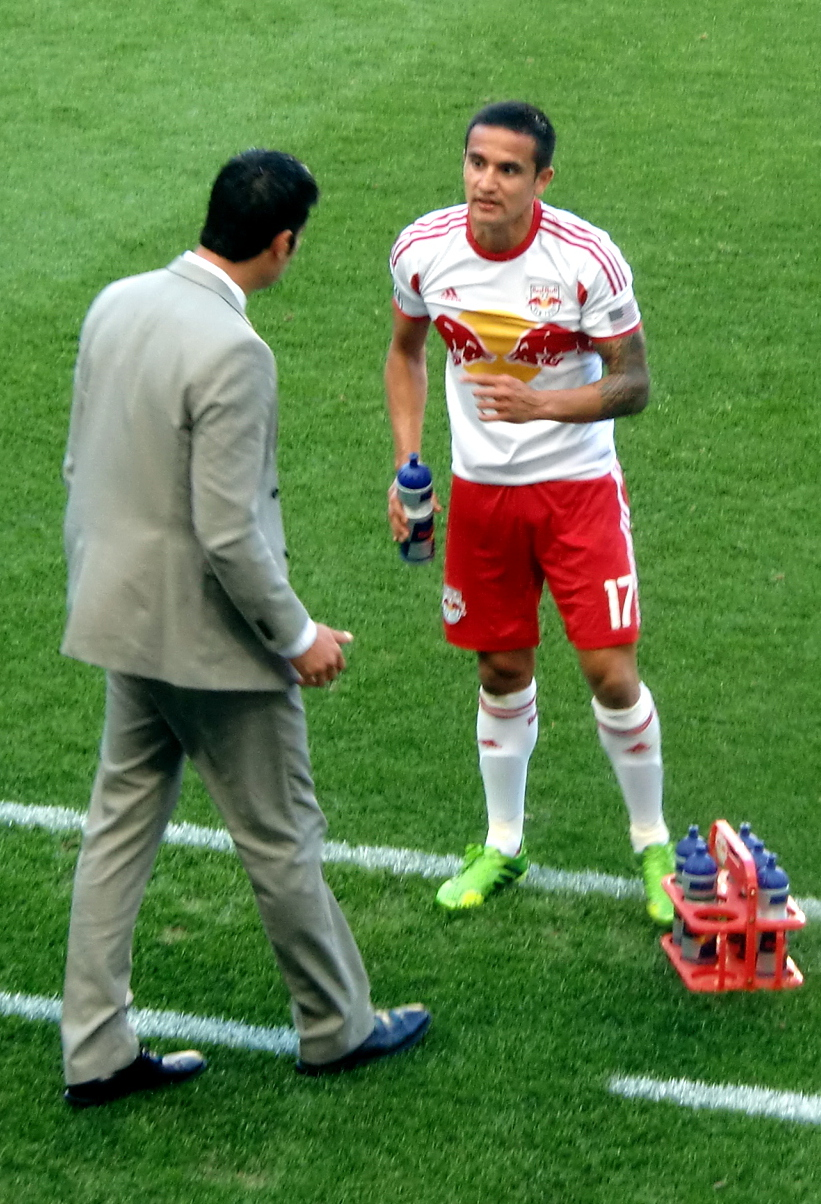
Cahill no New York Red Bulls, em Maio de 2013

Em Julho de 2012 Cahill assinou contrato com o New York Red Bulls, da Major League Soccer por aproximadamente £1 milhão. No clube  atuou  no time titular sendo um dos principais nomes do time ao lado de Thierry Henry. Nesse mesmo ano conquistou o título da MLS Supporters' Shield.

### Shanghai Shenhua
No dia 2 de fevereiro de 2015, Tim Cahill acertou com o Shanghai Shenhua, contrato válido por 1 ano.
Além desses clubes jogou em outro time chines, Melbourne City em sua terra natal,onde foi um dos craques e retornou ao Millwall. Nas vésperas dá copa do mundo de 2018 foi dispensado pelo Millwall.

### Seleção Australiana
Pela Seleção Australiana, conquistou a Taça das Nações da OFC, em 2004. Disputou o Mundial de 2006 (na qual a Austrália foi eliminada nas oitavas-de-final) brilhando especialmente na estreia contra o Japão, marcando ao final da partida dois gols na vitória de virada por 3 - 1 dos Socceroos; após a partida foi eleito o homem do jogo. 
Alcançou o grande mérito de ter sido o responsável por anotar os primeiros gols australianos em copas do mundo e também o primeiro australiano da história a ser eleito O homem do jogo em um Mundial.
Disputou também o Mundial de 2010, onde foi injustamente expulso no primeiro jogo contra a Alemanha, o que o impediu de jogar o segundo jogo contra Gana.
Na última partida do grupo contra a Sérvia ele marcou um dos gols da vitória australiana, que no entanto fora insuficiente para classificar a equipa para a segunda fase.
Ele totaliza um número de cinco golos marcados em quatro copas do mundo disputadas (2006, 2010, 2014 e 2018).
Disputou também três Taças da Ásia: 2007, 2011 e 2015, tendo obtido o vice-campeonato em 2011 e campeão da de 2015. Além disso disputou 4 copas do mundo (2006, 2010, 2014 e 2018) e só não disputou a de 2002 pois havia defendido na juventude Samoa, o que pela regra de 2002 da FIFA não permitiria que ele jogasse pela Austrália ou outra seleção. Após a mudança de regra em 2004, o mesmo estreou pela seleção.

## Títulos

### Como Jogador
New York Red Bulls
- MLS Supporters' Shield: 2013

Millwall
- Campeonato Inglês 3°- Divisão: 2000-01

Austrália
- Copa da Ásia: 2015
- Copa das Nações da OFC: 2004

## Campanhas de destaque

### Internacionais
Austrália
- Copa da Ásia: 2º lugar - 2011

### Nacionais
Millwall
- FA Cup: 2º lugar - 2003/04

 Everton
- FA Cup: 2º lugar - 2008/09